# Stahlrute

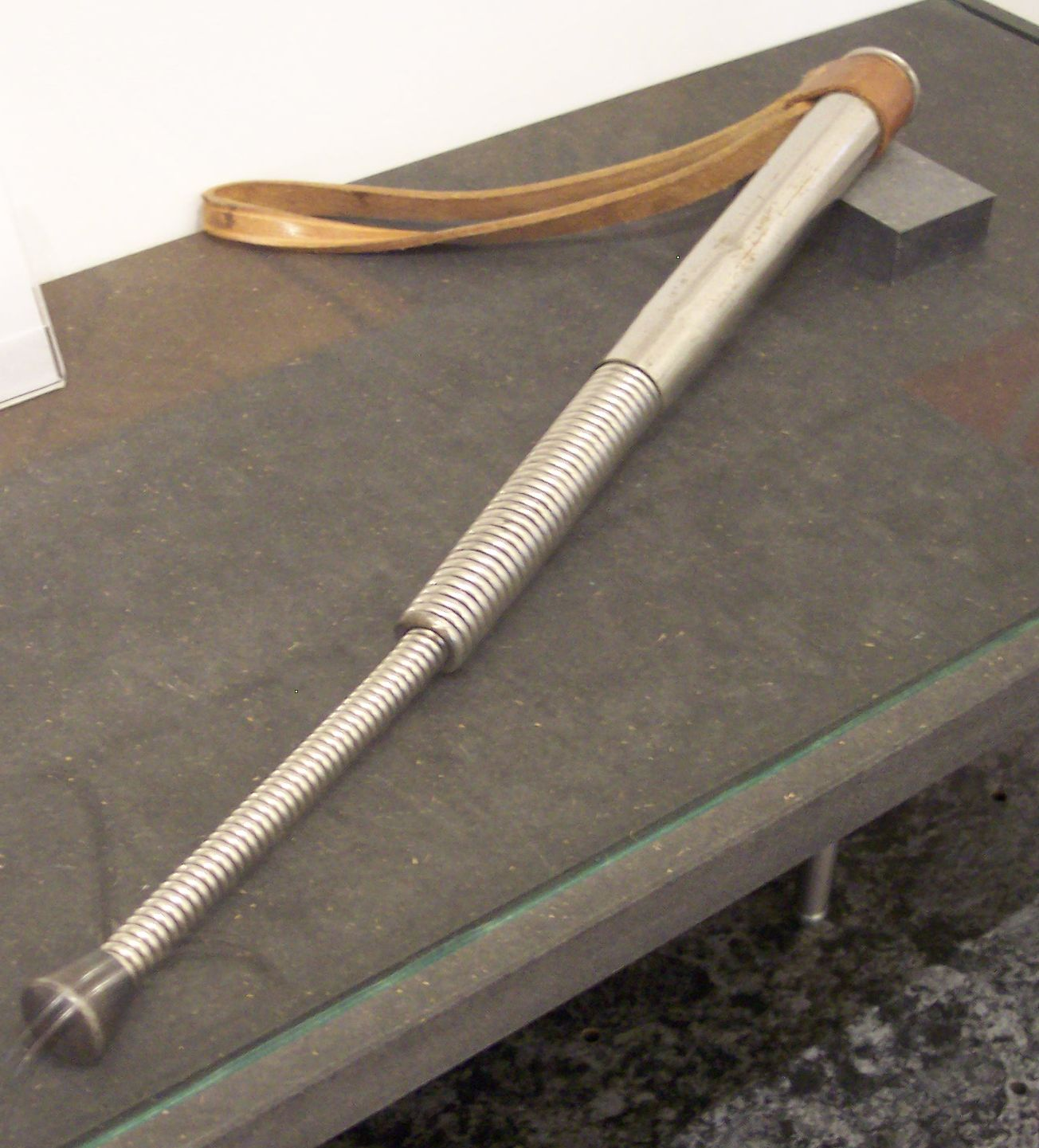
Stahlrute

Eine Stahlrute ist eine Schlagwaffe. Nach deutschem Waffenrecht fällt eine Stahlrute in die Kategorie der verbotenen Waffe. Dies ergibt sich aus § 2 in Verbindung mit Anlage 2 Abschnitt 1 Nummer 1.3.2 WaffG. Die Allgemeine Verwaltungsvorschrift zum Waffengesetz (WaffVwV) definiert: „Stahlruten sind biegsame Gegenstände aus Metall, die zusammen geschoben werden können und in der Regel mit einem Metallkopf versehen sind.“ Manchmal wird so ein Gerät auch als Totschläger bezeichnet, obwohl „Stahlrute“ der genauere Begriff ist.
Im Gegensatz zur Stahlrute ist der Teleskopschlagstock aus festen unflexiblen Rohrstücken in Deutschland waffenrechtlich eine Schlagwaffe, die von Personen über 18 Jahren erworben und besessen werden darf.